# Nikinkarinkalliot
Nikinkarinkalliot är öar i Finland. De ligger i Bottenviken och i kommunen Simo i landskapet Lappland, i den norra delen av landet. Öarna ligger omkring 110 kilometer söder om Rovaniemi och omkring 600 kilometer norr om Helsingfors.
Arean för den av öarna koordinaterna pekar på är 0,3 hektar och dess största längd är 80 meter i nord-sydlig riktning. Närmaste större samhälle är Simo stationssamhälle, 7,4 km norr om Nikinkarinkalliot.